# Labrador, Pangasinan
Labrador là một đô thị hạng 4 ở tỉnh Pangasinan, Philippines. Theo điều tra dân số năm 2007, đô thị này có dân số 20.508 người trong 3.830 hộ.

## Barangay
Labrador được chia thành 10 barangay.
- Bolo
- Bongalon
- Dulig
- Laois
- Magsaysay
- Poblacion
- San Gonzalo
- San Jose
- Tobuan
- Uyong